# Chloealtis abdominalis
Chloealtis abdominalis är en insektsart som först beskrevs av Thomas, C. 1873.  Chloealtis abdominalis ingår i släktet Chloealtis och familjen gräshoppor. Inga underarter finns listade i Catalogue of Life.